# Élections sénatoriales de 2001 dans l'Orne
Les élections sénatoriales dans l'Orne ont lieu le dimanche 23 septembre 2001. Elles ont pour but d'élire les sénateurs représentant le département au Sénat pour un mandat de six années.

## Contexte départemental
Lors des élections sénatoriales du 27 septembre 1992 dans l'Orne, un sénateur UDF et un sénateur RPR sont élus, Alain Lambert et Daniel Goulet.
Depuis, tous les effectifs du collège électoral des grands électeurs ont été renouvelés, avec les élections législatives de 1997 dans l'Orne, les élections régionales françaises de 1998, les élections cantonales de 1998 et 2001 et les élections municipales françaises de 2001.

## Sénateurs sortants
| Sénateur | Sénateur      | Parti | Fonctions lors de l'élection en 1992 |
| -------- | ------------- | ----- | ------------------------------------ |
|          | Daniel Goulet | RPR   | Député, maire du Mêle-sur-Sarthe     |
|          | Alain Lambert | UDF   | Maire d'Alençon                      |

## Présentation des candidats et des suppléants
Dans l'Orne, les sénateurs sont élus au scrutin majoritaire. Leur nombre reste inchangé, 2 sénateurs sont à élire.
| Candidats | Candidats          | Parti | Principale fonction                                        |
| --------- | ------------------ | ----- | ---------------------------------------------------------- |
|           | Robert Levesque    | PCF   |                                                            |
|           | Fabrice Naudet     | PCF   |                                                            |
|           | Denise François    | PS    | Conseiller régional, conseiller municipal d'Alençon        |
|           | Claude Brossaud    | PRG   |                                                            |
|           | Alain Lambert      | UDF   | Sénateur sortant, maire d'Alençon                          |
|           | Gérard Burel       | RPR   | Président du Conseil général de l'Orne, conseiller général |
|           | Daniel Goulet      | RPR   | Sénateur sortant, conseiller régional                      |
|           | Mireille Lemercier | MNR   |                                                            |
|           | Daniel Reichert    | MNR   |                                                            |
|           | Olivier Bidou      | UCF   |                                                            |
|           | Paulette Tallet    | UCF   |                                                            |

## Résultats
| Candidat et parti politique | Candidat et parti politique | Candidat et parti politique | Premier tour | Premier tour | Second tour | Second tour |
| Candidat et parti politique | Candidat et parti politique | Candidat et parti politique | Voix         | %            | Voix        | %           |
| --------------------------- | --------------------------- | --------------------------- | ------------ | ------------ | ----------- | ----------- |
|                             | Alain Lambert               | UDF                         | 572          | 57,84        |             |             |
|                             | Gérard Burel                | RPR                         | 441          | 44,59        | 430         | 42,74       |
|                             | Daniel Goulet               | RPR                         | 439          | 44,39        | 481         | 47,81       |
|                             | Denise François             | PS                          | 194          | 19,62        | 95          | 9,44        |
|                             | Claude Brossaud             | PRG                         | 40           | 4,04         |             |             |
|                             | Robert Levesque             | PCF                         | 26           | 2,63         |             |             |
|                             | Fabrice Naudet              | PCF                         | 22           | 2,22         |             |             |
|                             | Olivier Bidou               | UCF                         | 11           | 1,11         |             |             |
|                             | Paulette Tallet             | UCF                         | 8            | 0,81         |             |             |
|                             | Mireille Lemercier          | MNR                         | 6            | 0,61         |             |             |
|                             | Daniel Reichert             | MNR                         | 3            | 0,30         |             |             |
|                             |                             |                             |              |              |             |             |
| Inscrits                    | Inscrits                    | Inscrits                    | 1 028        | 100,00       | 1 028       | 100,00      |
| Abstentions                 | Abstentions                 | Abstentions                 | 7            | 0,68         | 9           | 0,88        |
| Votants                     | Votants                     | Votants                     | 1 021        | 99,32        | 1 019       | 99,12       |
| Blancs et nuls              | Blancs et nuls              | Blancs et nuls              | 22           | 2,13         | 13          | 1,28        |
| Exprimés                    | Exprimés                    | Exprimés                    | 989          | 96,87        | 1 006       | 98,72       |